# Vladimír Šverák
Vladimír Šverák  (* 1959)  ist ein tschechischer Mathematiker.

## Leben
Šverák promovierte 1986 an der Karls-Universität Prag bei Jindřich Nečas über Probleme der Variationsrechnung in nichtlinearer Elastizitätstheorie. Danach wurde er Professor an der Karls-Universität und unter anderem auch 1992 an der Heriot-Watt University. Er ist seit den 1990er Jahren Professor an der University of Minnesota in Minneapolis.
Šverák beschäftigt sich mit Variationsrechnung und partiellen Differentialgleichungen und in jüngster Zeit speziell mit der Navier-Stokes-Gleichung und Regularitätsfragen ihrer Lösungen. In den 1980er Jahren erzielte er wichtige Resultate in der Variationsrechnung, wo er unter anderem eine seit 1950 offene Frage von Charles Morrey löste (ob Rank-1-Konvexität Quasikonvexität nach sich zieht – Sverak gab ein Gegenbeispiel an) und weitere wichtige Resultate zur Charakterisierung der von Morrey eingeführten Quasikonvexität erzielte. 1992 erhielt er dafür den EMS-Preis.
1994 war er Invited Speaker auf dem ICM in Zürich (Lower semicontinuity of variational integrals and compensated compactness) und 1998 in Berlin (Unexpected solutions of first and second order partial differential equations mit Stefan Müller). 1993 erhielt er mit Stefan Müller den Max-Planck-Forschungspreis. 2024 wurde Šverák zum Mitglied der American Academy of Arts and Sciences gewählt und 2025 als Träger des Heinz-Hopf-Preises ausgewählt.